# Гроб са спомеником народног хероја др. Миленка Хаџића на гробљу у Сврљигу
Гроб са спомеником народног хероја др. Миленка Хаџића на гробљу у Сврљигу jесте споменик културе у Сврљигу. Споменик се налази на почетку сврљишког гробља, смештен међу боровима. За споменик културе проглашена је 1988 године. На споменику се налази Асклепијев штап пошто је Хаџић био лекар. Оно што је још потребно додати јесте да је указом председника Социјалистичка Федеративне Републике Југославије Јосипа Броза, 27. новембра 1953. године проглашен народним херојем.
Споменик је у лошем стању и потребна му је обнова.